# Frankenthal Hauptbahnhof
Frankenthal Hauptbahnhof ist ein Bahnhof in der Stadt Frankenthal. Weiter gibt es im Stadtgebiet die Haltepunkte Frankenthal Süd und Flomersheim.

## Lage

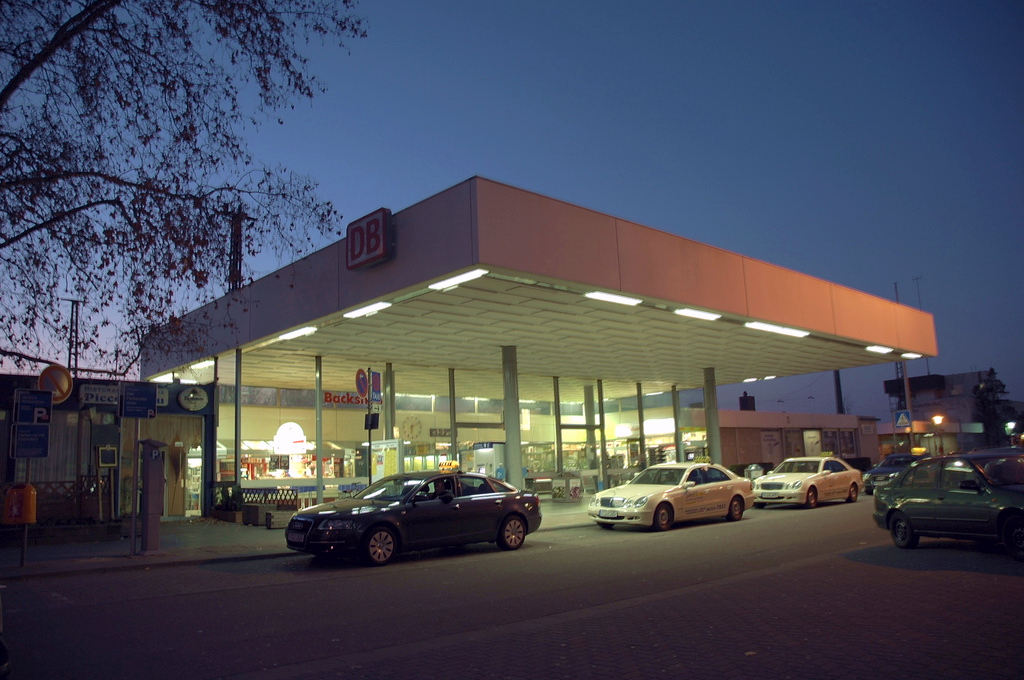
Hauptbahnhof in Frankenthal

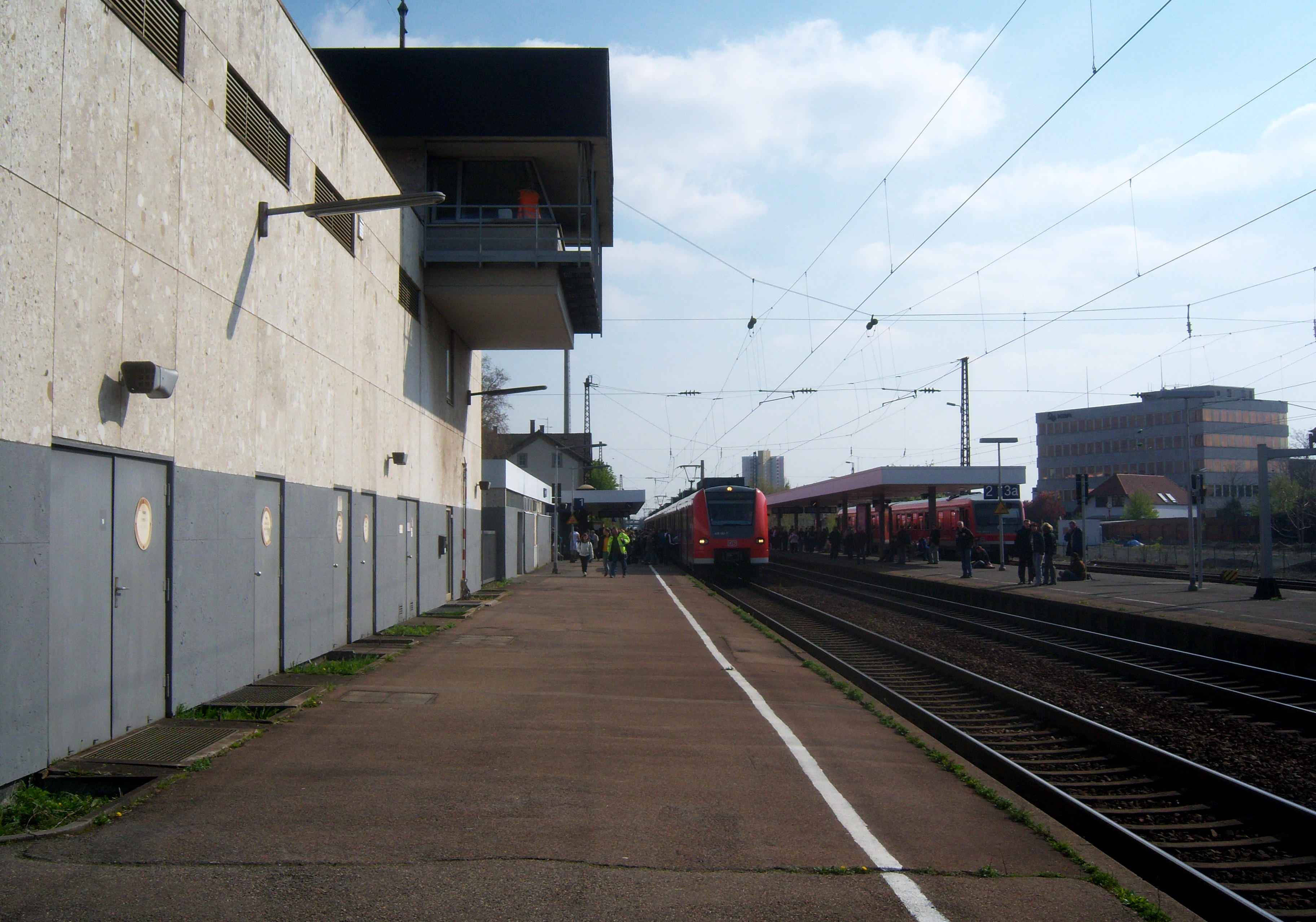
Bahnsteiganlagen Frankenthal Hbf

Der Bahnhof liegt zentral in der Innenstadt von Frankenthal an der Bahnstrecke Mainz–Worms–Ludwigshafen; er ist Endstation der Verbindungsbahn zwischen Freinsheim und Frankenthal. Im Bahnhof befinden sich eine Bäckerei, ein Kiosk und ein Zeitschriftenangebot.

## Geschichte

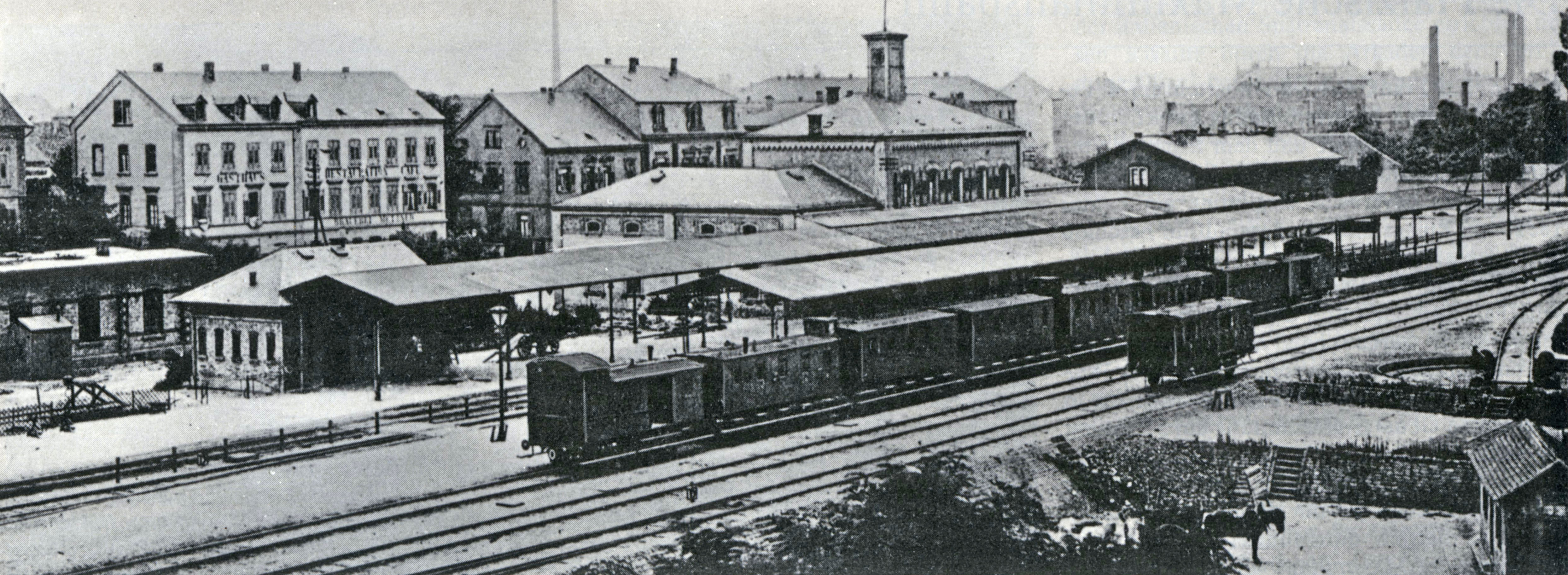
Ansicht des Bahnhofs 1905

Am 12. November 1853 wurde die grenzüberschreitende Strecke zwischen der Pfälzischen Ludwigsbahn und der Hessischen Ludwigsbahn, zwischen Ludwigshafen am Rhein (damals: bayerische Pfalz) und Worms (damals im Großherzogtum Hessen, Provinz Rheinhessen gelegen), eröffnet. Pfälzischer Grenzbahnhof war Bobenheim.
Bereits 1860 wurde die Strecke zwischen Worms und Ludwigshafen zweigleisig ausgebaut. Seit dem 15. Oktober 1877 mündet die Verbindungsbahn Freinsheim–Frankenthal in den Bahnhof. 1910 wurde der bisher nur Frankenthal benannte Bahnhof in Frankenthal Bf umbenannt.
Die meterspurigen Strecken der Pfälzischen-Ludwigsbahn-Gesellschaft lagen vor dem Bahnhof in Richtung Großkarlbach (1891 bis 1939) und Richtung Ludwigshafen (1890 bis 1933). Südlich des Bahnhofs gab es eine Möglichkeit, Ladegut zwischen Lokalbahn und normalspuriger Bahn umzuladen.
Mit der Verstaatlichung der Pfälzischen Eisenbahnen 1909 gehörte der Bahnhof Frankental zur Eisenbahn-, ab 1922 Reichsbahndirektion Ludwigshafen der jeweiligen Staatsbahn. Als zum 1. April 1937 die Reichsbahndirektion Ludwigshafen aufgelöst wurde, gelangte der Bahnhof in die Zuständigkeit der Reichsbahndirektion Mainz.
Bis 1940 hatte der Bahnhof Frankenthal einen Lokomotivbahnhof, der zum Bahnbetriebswerk Ludwigshafen gehörte und dann aufgelöst wurde.
Die französische Besatzungsmacht ordnete nach dem Zweiten Weltkrieg alle Bahnen im nördlichen Teil ihrer Besatzungszone, dem späteren Rheinland-Pfalz, der Eisenbahndirektion Mainz zu. Dazu gehörte auch Frankenthal. Mit der schrittweisen Auflösung der Bundesbahndirektion Mainz 1971/72 fiel die Zuständigkeit für den Bahnhof zum 1. Juni 1971 an die Bundesbahndirektion Karlsruhe.
Ende 2015 wurde der Bahnhof von Bahnhofskategorie 4 zu Kategorie (jetzt Preisklasse) 3 aufgestuft.
Der Hauptbahnhof wurde von 2014 bis 2016 umgebaut. Im Interesse der Barrierefreiheit wurden die Bahnsteige 1 und 2 auf eine Höhe von 76 cm und der für Gleis 3a auf 55 cm gebracht, die Bahnsteigmöblierung erneuert, zwei Aufzüge zur Personenunterführung errichtet sowie ein neues Reisezentrum geschaffen.
Zum turnusgemäßen Sommer-Fahrplanwechsel am 10. Juni 2018 wurde die neue Linie S 6 der S-Bahn RheinNeckar in Betrieb genommen, die auch in Frankenthal hält. Diese ersetzte die zuvor im S-Bahn-Vorlaufbetrieb verkehrende Regionalbahn-Linie RB 44.

## Architektur
Das erste Empfangsgebäude in Frankenthal ähnelte als Typenbau dem des 1847 eröffneten ehemaligen Ludwigshafener Kopfbahnhofs. Auf beiden Seiten des zweigeschossigen Mittelbaus standen eingeschossige Seitenflügel, die später um ein Mezzaningeschoss aufgestockt wurden. Rundbogenfenster und -friese sowie der als Dachreiter auf dem Hauptgebäude aufsitzende Uhrturm prägten das Erscheinungsbild. 1870 erhielten die Bahnsteige Überdachungen.
Nach der Zerstörung im Zweiten Weltkrieg wurde das Empfangsgebäude instand gesetzt, schließlich aber abgerissen und 1970 durch einen Neubau ersetzt.

## Personenverkehr

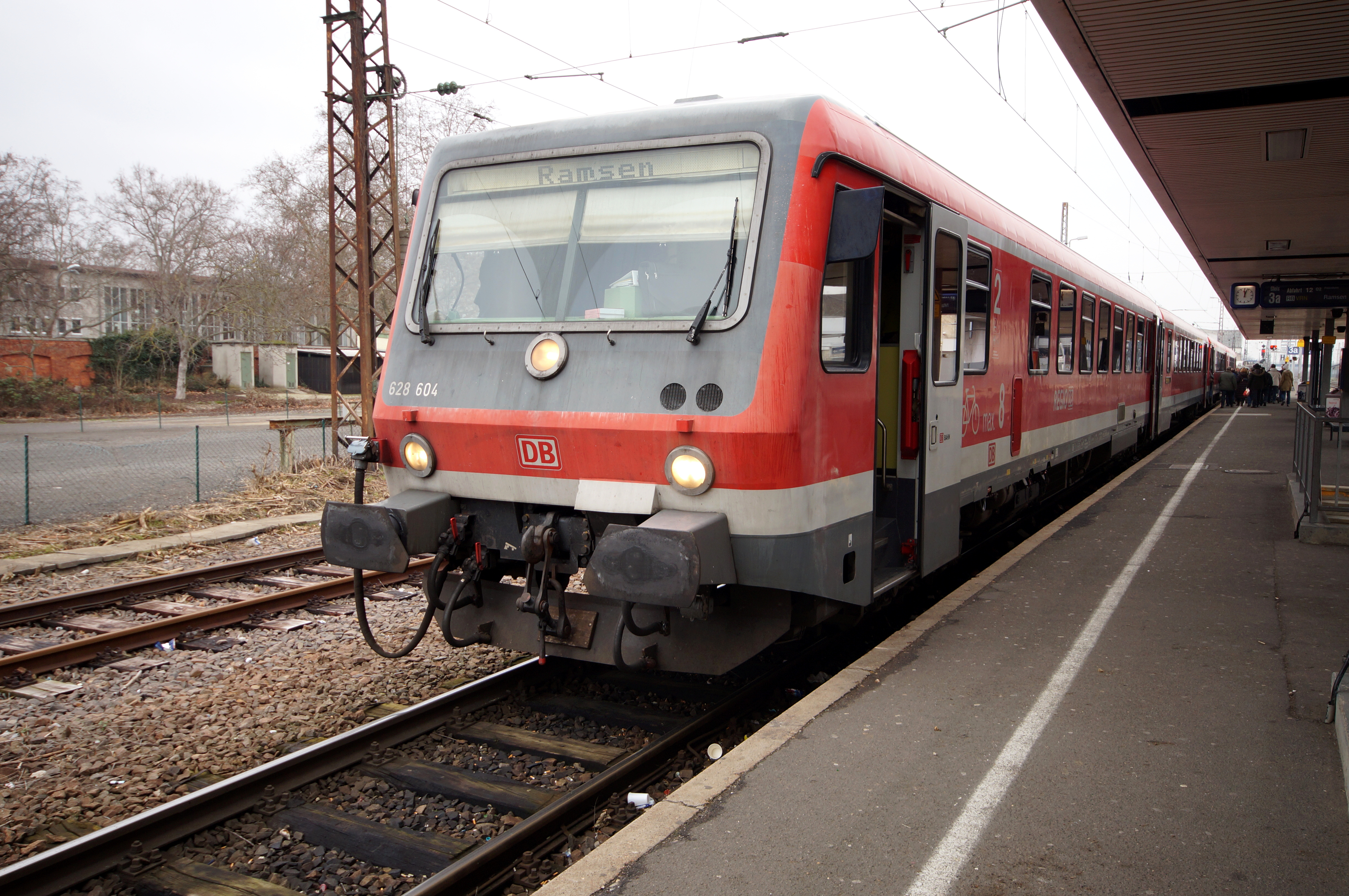
Regionalbahn mit einem Dieseltriebwagen der Baureihe 628 im Frankenthaler Hauptbahnhof auf dem Weg nach Ramsen

Die drei Bahnsteiggleise des Frankenthaler Hauptbahnhofes sind über 300 m lang und haben eine Höhe von 76 cm, somit ist der Einstieg in die Züge barrierefrei. Der Bahnhof wird von zwei Regional-Express-, einer Regionalbahn- und einer S-Bahn-Linie der S-Bahn RheinNeckar bedient. Betreiber aller Linien ist DB Regio Mitte.
| Linie | Verlauf | Takt                                               |
| ----- | --- | -------------------------------------------------- |
| RE4   | SÜWEX: Karlsruhe Hbf – Graben-Neudorf – Philippsburg (Baden) – Germersheim – Speyer Hbf – Schifferstadt – Ludwigshafen (Rhein) Hbf – Frankenthal Hbf – Worms Hbf (→ Osthofen → Guntersblum → Oppenheim → Nierstein → Mainz Römisches Theater) (ein Zug) – Mainz Hbf – Hochheim (Main) – Frankfurt-Höchst – Frankfurt (Main) Hbf Stand: Fahrplanwechsel Dezember 2021 | 120 min                                            |
| RE14  | SÜWEX: Mannheim Hbf – Ludwigshafen (Rhein) Mitte – (Ludwigshafen (Rhein) Hbf –)* Frankenthal Hbf – Worms Hbf – (Osthofen – Guntersblum – Oppenheim – Nierstein – Mainz Römisches Theater –)* Mainz Hbf – Hochheim (Main) – Frankfurt-Höchst – Frankfurt (Main) Hbf * einzelne Züge Stand: Fahrplanwechsel Dezember 2021 | 120 min                                            |
| RB 46 | Frankenthal (Pfalz) – Frankenthal Süd – Flomersheim – Freinsheim – Grünstadt – Eisenberg (Pfalz) – Ramsen (Pfalz) (– Eiswoog) | 60 min 30 min (wochentags zur HVZ)                 |
| S 6   | Bensheim – Heppenheim (Bergstr) – Laudenbach (Bergstr) – Hemsbach – Weinheim-Sulzbach – Weinheim (Bergstr) Hbf – (Weinheim-Lützelsachsen –) (einzelne Züge) Heddesheim/Hirschberg – Ladenburg – Neu-Edingen/Friedrichsfeld – Mannheim-Seckenheim – Mannheim ARENA/Maimarkt – Mannheim Hbf – Ludwigshafen (Rhein) Mitte – Ludwigshafen (Rhein) Hbf – Ludwigshafen-Oggersheim – Frankenthal Süd – Frankenthal Hbf – Bobenheim – Worms Hbf – Osthofen – Mettenheim – Alsheim – Guntersblum – Dienheim – Oppenheim – Nierstein – Nackenheim – Bodenheim – Mainz-Laubenheim – Mainz Römisches Theater – Mainz Hbf (← Wiesbaden Hbf) (ein Zug) Stand: Fahrplanwechsel Dezember 2021 | 60 min (Bensheim–Mannheim) 30 min (Mannheim–Mainz) |

## Lokalbahn
Die 1890 eröffnete meterspurige Lokalbahn Ludwigshafen–Frankenthal und deren Verlängerung nach Großkarlbach hatten ihren Halt für Personenzüge direkt vor dem Bahnhof. Nördlich des Bahnhofes kreuzte die Lokalbahn die Strecke nach Mainz höhengleich. 1933 wurde die Strecke nach Ludwigshafen, 1939 die Strecke nach Großkarlbach stillgelegt.

## HaltepunktFrankenthal Süd
Im südlichen Bahnhofsteil befindet sich seit dem 14. Juni 2015 der Haltepunkt Frankenthal Süd. Unmittelbar vor dem Haltepunkt zweigt die Bahnstrecke nach Freinsheim Richtung Westen von der Bahnstrecke Richtung Ludwigshafen ab. Hier halten die RB46 und die S6.